# Charles Soludo
Charles Chukwuma Soludo (28 de julho de 1960) é um economista nigeriano. Foi diretor do Conselho de Administração do Banco Central da Nigéria (CBN). Ele também é membro da British Department for International Development's International Advisory Group.